# Мухика, Эктор
Эктор Мухика (исп. Héctor Mújica, 10 апреля 1927— 14 февраля 2002) — венесуэльский общественный и политический деятель, журналист и писатель, коммунист. Член руководства Коммунистической партии Венесуэлы; был депутатом Национального конгресса Венесуэлы и кандидатом в президенты страны от Компартии на выборах 1978 года, в начале 90-х годов занимал пост председателя КПВ.

## Биография
Родился во времена правления Хуана Висенте Гомеса. Сын Пастора Оропеза Риеры (педиатр) и Агеды дель Кармен Мухики. В 1944 году вступает в Коммунистическую партию Венесуэлы и в это же время совершает свои первые шаги в журналистике. В 1946 году поступает в Центральный университет Венесуэлы, в 1950 получает степень доктора философии. Также ему присуждают стипендию Венесуэльско-французского культурного центра и продолжает своё обучение в Париже, где дополнительно получил диплом по психологии и психопатологии.
Во времена режима Маркоса Переса Хименеса Мухика оказался заключён в публичной тюрьме в Каракасе в 1955 году. Во время пребывания в тюрьме Мухика подвергался пыткам. Благодаря вмешательству своего отца, медицинского деятеля, был освобождён и стал журналистом в Сантьяго, где получает журналистский диплом и сотрудничает с местной коммунистической газетой El Siglo, где три года ведёт рубрику «Люди и вещи». В 1958 году после свержения Хименеса возвращается в Венесуэлу. До 1964 года работает в Центральном университете Венесуэлы профессором кафедры журналистики и руководит школой журналистики. С 1965 по 1966 работает в Риме в Школе информационных технологий, с 1967 по 1968 занимает должность президента Венесуэльской ассоциации журналистов, в 1969 — 1970 снова руководит школой журналистики в университете.
Был редактором журнала Contrapunto (первый номер вышел в 1948 году). Название журнала совпадает с названием литературной группы интеллектуалов Венесуэлы, которые занимались изучение современных писателей, в частности, их интересовали экзистенциальные темы.
Мухика — автор сборников рассказов «Спящая рыба» (El pez dormido, 1947), «Три окна» (Las tres ventanas, 1953), «Красный кит» (La ballena roja, 1961), «Три свидетельства и другие рассказы» (Los tres testimonios y otros cuentos, 1967); также ему принадлежат сборники эссе «Первый образ Каракаса и Венесуэлы» (Primera imagen de Caracas y primera imagen de Venezuela, 1967), «Империя информации» (El imperio de la noticia, 1967) и другие произведения.
Был трижды женат, в 80-х женился на своей последней супруге, Марине Баррето, с которой у них было двое детей. Большую часть времени они проживали в Мериде (Венесуэла), где Мухика скончался от остановки сердца в 74 года.